# João Dias (écrivain)
Pour les articles homonymes, voir João Dias.
João Bernardo Dias, né 21 mai 1926 à Lourenço Marques (auj. Maputo) et mort le 25 mars 1949 à Lisbonne à l'âge de 22 ans, est un écrivain mozambicain, symboliquement considéré comme le premier auteur de fiction de l'émergente littérature mozambicaine.

## Biographie
Fils d'un journaliste de O Brado Africano, il étudie le droit pendant trois ans à l'université de Coimbra, puis se rend à Lisbonne où il meurt de la tuberculose en 1949.

## Œuvre
Sa collection de nouvelles, Godido e outros contos, est publiée à titre posthume, en 1952, avec le soutien de la section mozambicaine de la Casa dos Estudantes do Império (pt). Les avis sont partagés quant à sa valeur littéraire, mais son importance historique en tant que première œuvre de fiction est généralement reconnue dans un paysage littéraire dominé d'une part par la poésie et d'autre part par les écrivains blancs venus du Portugal. L'ouvrage est réédité en septembre 1989 par l'Association des écrivains mozambicains (AEMO).